# Henry FitzRoy, 12.º Duque de Grafton
Henry Oliver Charles FitzRoy, 12.º Duque de Grafton (6 de abril de 1978), conhecido como Harry Grafton, é um pariato inglês e promotor musical. Ele herdou o Ducado de Grafton de seu avô Hugh FitzRoy, 11.º Duque de Grafton, em 7 de abril de 2011.

## Início de vida
FitzRoy nasceu em 6 de abril de 1978, filho de James Oliver Charles FitzRoy, Conde de Euston, e sua esposa Claire Amabel Margaret Kerr, filha de Peter Kerr, 12.º Marquês de Lothian. Era conhecido como Visconde Ipswich de seu nascimento até herdar o ducado. Após a morte de seu pai em 2009, ele poderia ter assumido o título de Conde de Euston, porém não o fez.
Seu ancestral Henry FitzRoy, 1.º Duque de Grafton, era filho ilegítimo do rei Carlos II de Inglaterra com sua amante Barbara Palmer, 1ª Duquesa de Cleveland. Ele compartilha o sobrenome FitzRoy (que significa "filho do rei") com outros descendentes ilegítimos de Carlos II. O brasão dos Duques de Grafton incluem o brasão real de Carlos cruzado por uma barra, indicando a linhagem da família e sua origem na ilegitimidade.
FitzRoy estudou na Harrow School e na Universidade de Edimburgo, passando um ano de pós-graduação na Real Universidade de Agricultura em Cirencester estudando gestão imobiliária.

## Carreira
De 2002 a 2004 ele trabalhou nos Estados Unidos em gestão de negócios musicais, como apresentador em uma rádio de Nashville, Tennessee, e como comerciante para a banda Rolling Stones entre 2005 e 2006 durante o tour A Bigger Bang.
Ele se mudou para Londres em 2007 e em 2009, por causa da morte de seu pai, voltou para Suffolk a fim de ajudar na administração das propriedades Euston. Ele atualmente promove eventos musicais em suas propriedades enquanto moderniza sua fazenda de dez mil acres.

## Vida Pessoal
FitzRoy se casou com Olivia Margaret M. Sladen em 14 de agosto de 2010 em Snowshill, Gloucestershire. O noivado havia sido anunciado em 15 de abril. Seu filho, Alfred James Charles FitzRoy, Conde de Euston, nasceu em 26 de dezembro de 2012. Uma filha, Rosetta Christina Clare FitzRoy, nasceu em 20 de julho de 2015, enquanto um terceiro filho, Rafe FitzRoy, nasceu em 16 de março de 2017.

## Títulos e estilos
- 6 de abril de 1978 – 7 de abril de 2011: "O Visconde Ipswich"
- 7 de abril de 2011 – presente: "Sua Graça, o Duque de Grafton"